# Nhà tù Alcatraz

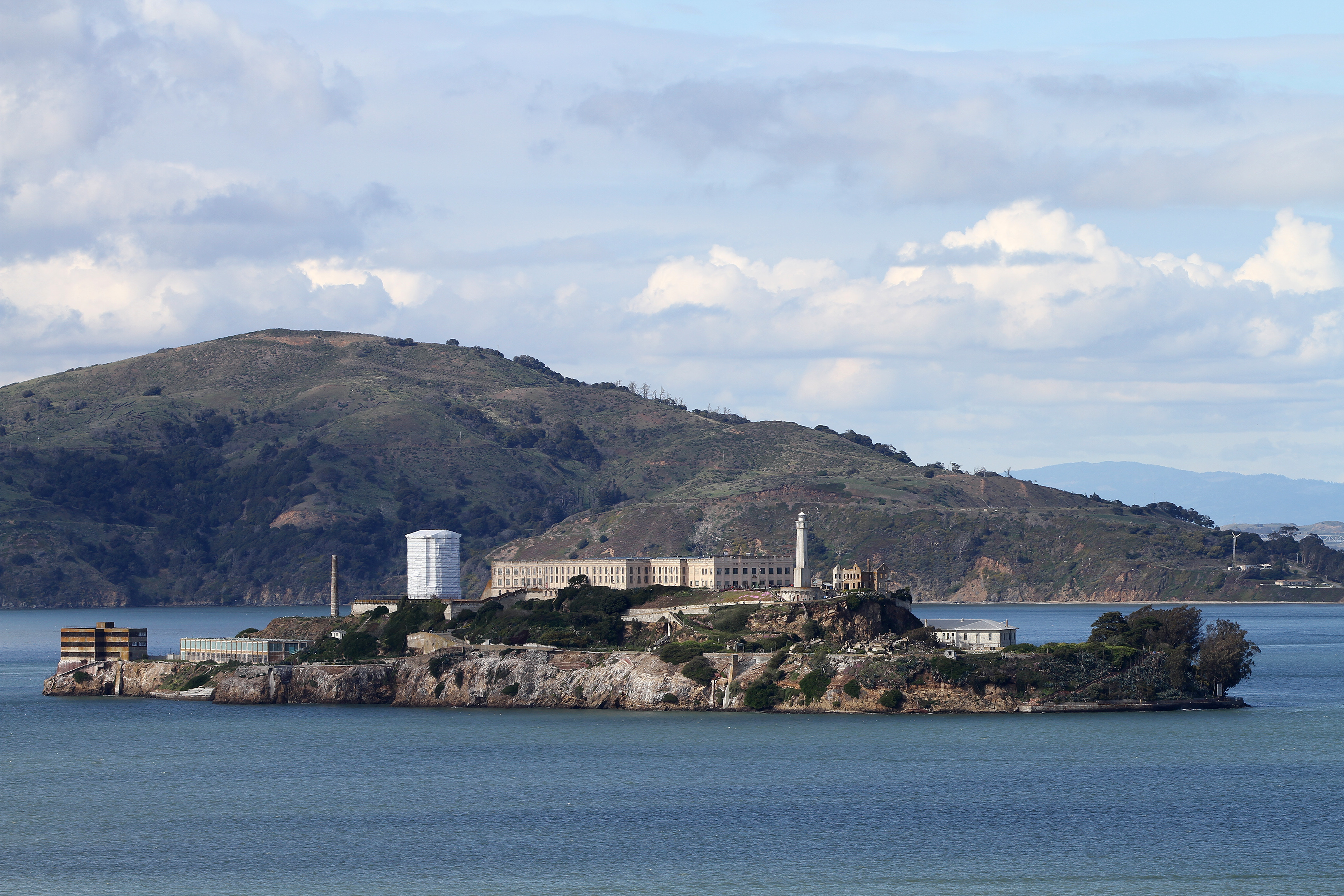
Nhà tù Alcatraz

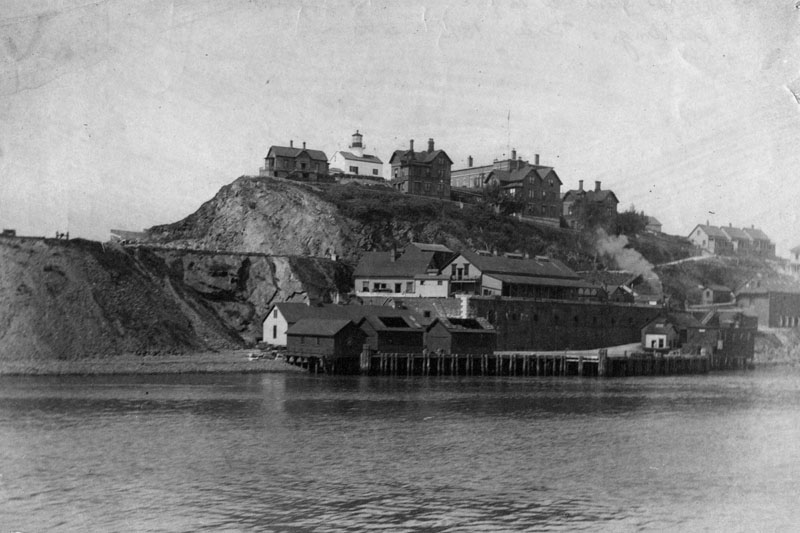
Đảo Alcatraz năm 1895

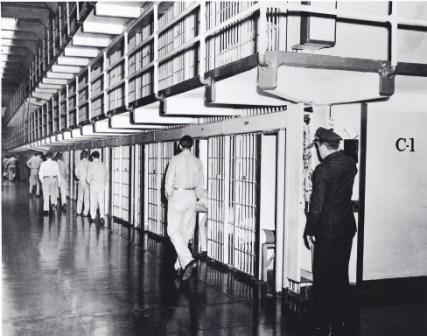
Dãy C của nhà tù.

Nhà tù Liên bang Alcatraz (Tiếng Anh:Alcatraz Federal Penitentiary) là một nhà tù liên bang có hệ thống an ninh kiên cố trên đảo Alcatraz, 1,25 dặm (2,01 km) ngoài khơi bờ biển San Francisco, California, Hoa Kỳ, dùng vào việc giam giữ những tù nhân nguy hiểm nhất nước Mỹ từ 1934-1963.
Những dãy nhà tù chính được xây dựng từ 1910-1912, trong thời gian đó nó là một nhà tù quân sự Hoa Kỳ. Alcatraz từng là phần của một tòa thành cũ từ những năm 1860.
Về sau thuộc quản lý của Bộ Tư pháp Hoa Kỳ từ ngày 12 tháng 10 năm 1933, và các đảo đã trở thành một Văn phòng nhà tù liên bang vào tháng 8 năm 1934, sau khi các tòa nhà đã được hiện đại hóa để đáp ứng các yêu cầu của một nhà tù an ninh hàng đầu. Là một hòn đảo đơn độc nằm trong vùng nước lạnh và dòng chảy mạnh dưới làn sương mù của vịnh San Francisco, các nhà quản lý nhà tù Alcatraz tin rằng nó là nhà tù có hệ thống an ninh mạnh nhất nước Mỹ thời đó.

## Lịch sử
Mặc dù an toàn, tuy nhiên vào đêm 11.6.1962, tù nhân Frank Lee Morris, cùng hai tù nhân là anh em Clarence và John Anglin đã vượt qua một lỗ trên tường nhà giam đào bằng lưỡi khoan tay và muỗng ăn, trốn khỏi nhà tù Alcatraz, tạo nên một vụ vượt ngục táo bạo nhất lịch sử nước Mỹ.
Nhà tù được đóng cửa năm 1963 và trở thành điểm du lịch hấp dẫn đối với du khách đến từ mọi nơi trên khắp thế giới. Nó cũng trở thành bối cảnh trong nhiều bộ phim hành động.

### Lịch sử ban đầu
Nhà tù Alcatraz được dành cho những tù nhân liên tục gây rắc rối tại các nhà tù liên bang khác. Nó sẽ là "nhà tù cuối cùng", để giam giữ những người tồi tệ nhất trong số những người tồi tệ nhất không có hy vọng phục hồi. Vào ngày 11 tháng 8 năm 1934, lô 137 tù nhân đầu tiên đến Alcatraz từ Nhà tù Hoa Kỳ ở Leavenworth, Kansas, đi bằng đường sắt đến Santa Venetia, California. Trước khi bị áp giải đến Alcatraz, họ bị còng tay trong các huấn luyện viên an ninh cao và được bảo vệ bởi khoảng 60 đặc vụ của Cục Điều tra Liên bang (FBI), các Thống chế Hoa Kỳ và các quan chức an ninh đường sắt. Hầu hết các tù nhân đều là những tên cướp ngân hàng, kẻ làm tiền giả hoặc giết người khét tiếng. 
Trong số những tù nhân đầu tiên cũng có 14 người đàn ông đến từ Đảo McNeil, Washington. Vào ngày 22 tháng 8 năm 1934, 43 tù nhân đến từ Atlanta Penitentiary và 10 từ North Eastern Penitentiary, Lewisburg, Pennsylvania. Vào ngày 1 tháng 9, một tù nhân đến từ Nhà tù và Tị nạn Washington và 7 tù nhân từ Cơ quan Cải tạo Quận Columbia ở Virginia, và vào ngày 4 tháng 9, một lô 103 tù nhân khác đến bằng tàu hỏa từ Leavenworth. Các tù nhân tiếp tục đến, chủ yếu từ Leavenworth và Atlanta, vào năm 1935 và đến ngày 30 tháng 6 năm 1935, ngày kỷ niệm đầu tiên của trại giam, nó có dân số 242 tù nhân, mặc dù một số tù nhân như Verrill Rapp đã được chuyển đến từ Alcatraz vài tháng trước đó.